# 景明大楼
景明大楼，又称景明楼，位于中华人民共和国湖北省武汉市江岸区鄱阳街53号青岛路口，为当时汉口一大建筑设计机构英资景明洋行（英語：Hemmings ＆ Berkley Co.）为自己设计建造的大楼。1948年在此处发生有景明楼事件。现建筑为全国重点文物保护单位。

## 历史
该建筑在1917年由景明洋行负责人海鸣士（R.E.Hemmings）与柏格莱（E.J.Berkley）亲自设计。1921年建筑建成，工程由汉协盛营造厂负责施工，为感谢与景明洋行的合作，汉协盛将建筑材料及施工费一笔勾销作为赠礼，但内部设施装潢等由景明洋行自行负担资金。
1938年武汉沦陷后，景明大楼被日军所占据，景明洋行业务中止。第二次世界大战后，景明洋行未能恢复在汉口业务，景明大楼改为一座外侨公寓，其中多为美国人，其中也设有美国空军招待所。1948年8月7日晚，在这里发生了轰动一时的景明大楼事件。
该楼现名民主大楼，作为武汉市民主党派办公楼使用。

## 建筑概览
该建筑是汉口修建的第一栋钢筋混凝土大楼，总共7层，地上6层地下1层，外立面采用三段式设计，屋顶设有一座屋架型天窗以供6层采光。正面（东立面）呈对称状，上设有古典风格檐口及凸窗、阳台。在正面正中，则是现代风格的玻璃落地窗，该设计旨在为室内提供充足的采光，以便内部建筑师绘图；另外该落地窗亦是考虑武汉夏季炎热气候而设计，可完全打开引入自然风。在建筑所有外窗下还增设有气窗，可由连动装置控制开闭。在内部装潢上，景明大楼设置有多处壁炉以供冬季取暖，其中部分壁炉设置与家具或木制装潢相结合；另外还有一些立柜考虑到图纸存放，因此设计呈窄长状。建筑部分窗户采用彩色玻璃镶嵌，在窗内的窗帘亦采用木质百叶帘设计。

## 建筑保护
1993年7月28日，建筑以“景明洋行”之名被武汉市人民政府列为第一批武汉市优秀历史建筑。
1998年5月27日，建筑以“景明大楼”之名被武汉市人民政府列为第四批武汉市文物保护单位；2008年3月27日，以“汉口景明大楼”之名被湖北省人民政府列为第五批湖北省文物保护单位；2019年10月7日，建筑作为汉口近代建筑群的子项被中华人民共和国国务院列入第八批全国重点文物保护单位。
建筑作为文物的保护范围：汉口景明大楼旧址及周围一定范围。以大楼外墙为界，东南面向外延伸1米至鄱阳街西侧规划道路红线，西南面、西北面、东北面各向外延伸10米。
建筑作为文物的建设控制地带：以保护范围为界，东南面向外延伸6米至鄱阳街规划道路中线，西南面、西北面、东北面各向外延伸20米。

## 相册

刚建造完成时的景明大楼（1921年）